# Testa di Lepre
Testa di Lepre di Sopra is een plaats (frazione) in de Italiaanse gemeente Fiumicino.